# Altenweiher
L'Altenweiher (« vieil étang ») est un lac du versant alsacien des Vosges situé dans la vallée de Munster au pied du Rainkopf et du Kastelberg. 
Le lac d'Altenweiher est un exemple caractéristique des lacs vosgiens d'origine glaciaire nichés dans ces cirques fortement érodés et poncés par les glaciers quaternaires.

## Histoire
Le barrage de l’Altenweiher fut construit entre 1886 et 1893, alors que l'Alsace était sous administration allemande. Il est mis en eau pour la première fois en 1894. Il a été installé à l’endroit d’une ancienne tourbière naturelle, aujourd’hui noyée. Ce barrage a permis dès la fin du XIXe siècle d’apporter de l’eau à la Fecht en été et, avec d’autres ouvrages de la vallée, d’éviter que la rivière ne tombe à sec. Il sert également à retenir une partie des eaux de crues en hiver pour limiter les inondations dans la vallée.
Il est alimenté par le Solrunz et il a pour exutoire l'Altenweiherrunz, affluent de la Kolbenfecht (sous-affluent de la Grande Fecht).
Le lac est bordé de nombreux sentiers de randonnée jalonnés par le Club vosgien.

## Caractéristiques

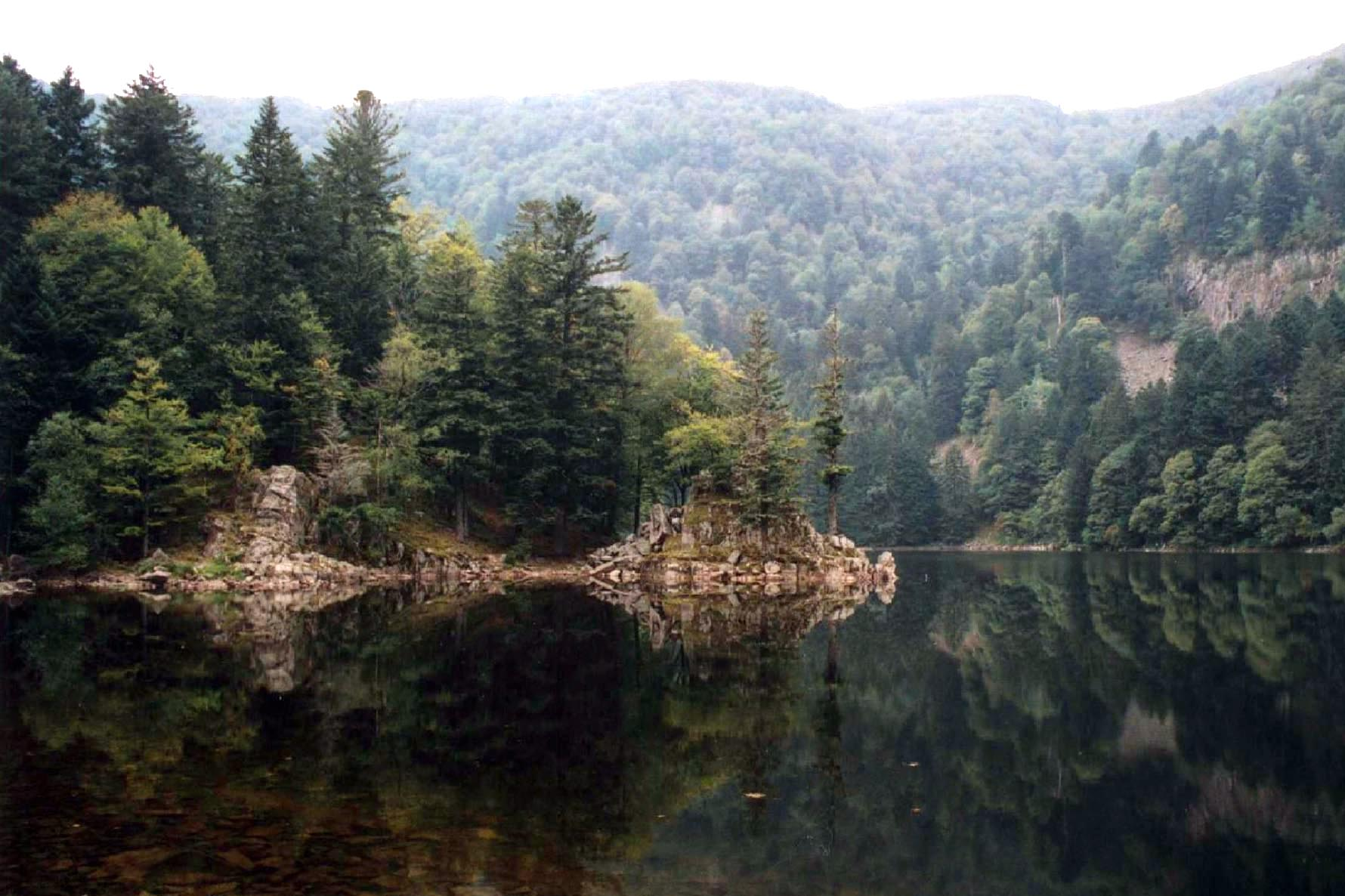
Le lac vu du barrage.

- Altitude : 920 m
- Surface :  7,7 ha
- Longueur maximale : 113 m
- Largeur maximale : 27 m
- Profondeur maximale : 15 m
- Capacité : 730 000 m3

## La légende de l'Altenweiher
« On dit que le randonneur silencieux peut observer, par une nuit de pleine lune, vers minuit, le chariot d'or surgissant du fond des ondes sombres et bouillonnantes de l'Altenweiher. Ceux qui ont vécu ce phénomène extraordinaire ont toutefois été touchés de troubles qui ne leur permettent pas de rapporter cette mystérieuse apparition dans notre langage habituel. »[réf. nécessaire]